# 木瀬哲弥
木瀬 哲弥（きせ てつや、1997年3月25日 - ）は、日本のモデル。滋賀県、埼玉県出身。レネオマネジメント所属。

## 略歴
- 2015年、埼玉県立大宮高等学校普通科卒業[1]。
- 2016年、東京大学理科二類入学。
- 2019年、ミスター東大コンテスト2019にてグランプリに輝く[2]。
- 2020年、 東京大学工学部建築学科卒業。
- 2020年3月より、芸能活動を開始。
- 2021年4月より、モデル事務所FOLIOマネジメントに所属[3]。
- 2024年9月より、FOLIOマネジメントのモデル事業譲渡に伴い[4]、レネオマネジメントに所属[5]。

## 人物
身長184cm。
中学から高校まで剣道部に所属（三段）。大学では英語劇を行う。

## 出演
広告
- JALカード
- 名古屋鉄道CM 大人アガル犬山（2022年8月〜）
- アリナミン製薬
- 富士屋ホテル
- 洋服の青山
- ヤーマン
- クチュールナオコ
- madras
- XGIMI
- 日本住宅株式会社

雑誌・WEBメディア
- HOT PEPPER Beauty
- 楽天LUXURY BEAUTY
- 手編みの時間（ブティック社）
- メンズヘアカタログ（コスミック出版）

### バラエティ
- 林先生の初耳学（2020年3月）
- 今田耕司の東大生が通販してみた
- プレバト!!
- トリニクって何の肉!?
- ヒルナンデス
- 芸能人格付けチェック
- スカッとジャパン
- バトンタッチ　SDGｓはじめてます

### ドラマ
- 未解決の女 2 4話（2020年8月）- 西川悟　役

### 映画
- 短編映画　午前０時、視えない声（2021年2月5日公開、emole /cloud funding）‐青嶋肇　主役　(YouTube)

### 舞台
- 舞台「巌流島」（公演中止）